# (613100) 2005 TN74
(613100) 2005 TN74, também escrito como (613100) 2005 TN74, é um objeto transnetuniano que está localizado no cinturão de Kuiper, uma região do Sistema Solar. Este corpo celeste está em uma ressonância orbital de 3:5 com o planeta Netuno. Ele possui uma magnitude absoluta de 7,3 e tem um diâmetro estimado com 153 quilômetros.

## Descoberta
(613100) 2005 TN74 foi descoberto no dia 8 de outubro de 2005 pelos astrônomos Scott S. Sheppard e Chadwick A. Trujillo.

## Características orbitais e físicas
A órbita de (613100) 2005 TN74 tem uma Excentricidade orbital de 0,241 e possui um semieixo maior de 42,302 UA. O seu periélio leva o mesmo a uma distância de 32,110 UA em relação ao Sol e seu afélio a 52,494 UA.
Inicialmente suspeitou-se que ele era um troiano de Netuno durante as primeiras observações foi lhe atribuído um semieixo maior de 30 UA e uma excentricidade orbital de 0,16, mas observações mais recente mostraram que ele tem um semieixo maior de 42,3 UA, um periélio de 32,1 UA e um afélio de 52,4 UA.
Com uma magnitude absoluta de 7,3, o mesmo tem um diâmetro esperado na gama de 85 a 240 quilômetros.
(613100) 2005 TN74 foi observado 19 vezes ao longo de quatro oposições.